# Philip Weissenbacher
Philip Weissenbacher (* 1. Juni 2005) ist ein österreichischer Fußballspieler.

## Karriere
Weissenbacher begann seine Karriere beim 1. Oberalmer SV. Zur Saison 2019/20 wechselte er in die Akademie der SV Ried, in der er fortan sämtliche Altersstufen durchlief. Im Juni 2023 debütierte er für die Amateure der Rieder in der Regionalliga. In der Saison 2023/24 kam er zu acht Einsätzen in der Regionalliga.
Im Oktober 2024 gab Weissenbacher bei seinem Kaderdebüt für die Profis sein Debüt in der 2. Liga, als er am elften Spieltag der Saison 2024/25 gegen die Kapfenberger SV in der Nachspielzeit für Fabian Wohlmuth eingewechselt wurde.